# Gordon Clapp
Pour les articles homonymes, voir Clapp.
Gordon Clapp est un acteur et producteur américain né le 24 septembre 1948 à North Conway, New Hampshire (États-Unis).

## Filmographie

### comme acteur
- 1979 : Le Vainqueur (Running) : Kenny
- 1980 : Return of the Secaucus 7 : Chip Hollister
- 1984 : The Other Kingdom (TV) : George
- 1985 : Evergreen (feuilleton TV) : Palm Court Waiter
- 1985 : Letting Go (TV) : Waiter
- 1985 : Pippi Longstocking (TV) : Cop
- 1986 : Le Droit au meurtre (The Right of the People) (TV) : Chris' Friend
- 1987 : La nuit tombe sur Manhattan (Hands of a Stranger) (TV) : Sergeant Markey
- 1987 : Matewan : Griggs
- 1988 : Breaking All the Rules: The Creation of Trivial Pursuit (TV) : Scott Abbott
- 1988 : Les Coulisses de l'exploit (Eight Men Out) : Ray Schalk
- 1989 : The Private Capital (TV)
- 1989 : Termini Station : Harvey Dunshane
- 1989 : Cours d'anatomie (Gross Anatomy)[réf. nécessaire] : Doctor
- 1989 : On a tué mes enfants (Small Sacrifices) (TV) : Detective Doug Welch
- 1990 : Family of Spies (TV) : Capt. Burnett
- 1990 : Confiance aveugle (en) (Blind Faith) (TV) : Det. O'Brien
- 1990 : L'Escroc et moi (The Secret Life of Archie's Wife) (TV) : Stubbs
- 1991 : Fever (TV) : Meeks
- 1991 : Nom de code : Requin (Mission of the Shark: The Saga of the U.S.S. Indianapolis) (TV)
- 1993-2005 : NYPD Blue (TV) : Détective Greg Medavoy
- 1993 : April One : Gordon Davies
- 1993 : Le Triomphe de l'amour (Bonds of Love) (TV) : Evaluator
- 1993 : Kiss of a Killer (TV)
- 1993 : De parents inconnus (Family of Strangers) (TV) : Del
- 1993 : La Secte de Waco (In the Line of Duty: Ambush in Waco) (TV) : Glenn
- 1995 : Abandonnée et trahie (Abandoned and Deceived) (TV) : Donald Quinn
- 1995 : Le Feu du secret (Her Hidden Truth) (TV) : Father Paul
- 1995 : Au-delà du réel : l'aventure continue (The Outer Limits) (série télévisée) : Randal Strong (Épisode 1.22 : La voix de la raison).
- 1996 : The Morrison Murders (TV) : Sheriff Byron Calhoun
- 1997 : L'Insigne du traître (Badge of Betrayal) (TV) : Thatcher
- 1999 : Splendor Falls
- 1999 : Carrie 2 (The Rage: Carrie 2) : Mr. Stark
- 2000 : Might as Well Live : Man Upstairs
- 2000 : L'Enfer du devoir (Rules of Engagement) : Harris
- 2001 : Skeletons in the Closet : Dan
- 2002 : Sunshine State de John Sayles : Earl Pinkney
- 2002 : Moonlight Mile : Tanner
- 2003 : Fast Cars & Babies : Cowboy
- 2004 : The Sure Hand of God de Michael Kolko : Jefferson T. Stevens
- 2004 : Bananas : Lieutenant
- 2005 : FBI : Portés disparus (Without a Trace) (série télévisée) : Bill Shields
- 2005 : Flatbush : Frank
- 2006 : Trailer Talk : Jeff
- 2006 : Monk (saison 5, épisode 7) (série télévisée) : Francis Merrigan
- 2006 : Deadwood (2 épisodes de la saison 3) (série télévisée) : Gustave le tailleur
- 2006 : New York, unité spéciale (saison 7, épisode 12) : Ted Carthage
- 2007 : Esprits criminels (saison 3, épisode 2) (série télévisée) : Détective Vic Wolynski
- 2008 : Cold Case : Affaires classées : Daniel O'Leary
- 2014-2018 : Chicago Fire : Aumônier Orlovsky (11 épisodes)
- 2021 : Mare of Easttown : Pat Ross

### comme producteur
- 2003 : Fast Cars & Babies
- 2004 : Bananas
- 2006 : Trailer Talk